# نیشن ستیتس
نیشن ستیتس(انگلیسی: NationStates) یک بازی مرورگر شبیه‌سازی دولتی چند نفره است که توسط مکس بری ساخته و توسعه یافته‌است. این بازی بر اساس رمان Jennifer Government ساخته شده. به‌طور عمومی در ۱۳ نوامبر ۲۰۰۲ منتشر شد با این سایت که در ابتدا به عنوان یک وسیله نقلیه مستقل برای انتشار رمان یک هفته قبل از انتشار آن تأسیس شد. نیشن ستیتس به ترویج کتاب‌های نوشته‌شده توسط بری ادامه می‌دهد، این بازی به یک جامعه آنلاین قابل توجه تبدیل شده‌است، که با یک تلار گفتگو بزرگ همراهی شده‌است. از زمان انتشار آن، بیش از ۷٫۳ میلیون کشور ایجاد شده توسط کاربر ایجاد شده‌است که حدود ۲۳۳۰۰۰ کشور تا ژانویه ۲۰۲۲ فعال بوده‌اند.

## گیم پلی

نموداری که هر ۲۷ تا دولت بازی را نشان می‌دهد

بازیکنان با ایجاد کشور خود از طریق پاسخ دادن به یک پرسشنامه کوتاه شروع می‌کنند که نوع حکومت آن را مشخص می‌کند. گیم پلی بازی به تصمیم‌گیری در مورد سیاست‌های دولت از طریق «مسائل» بستگی دارد، که هر روز چندین بار به بازیکن ارائه می‌شود. بازیکن ممکن است از لیستی از گزینه‌ها انتخاب کند یا مشکل را رد کند. پاسخ‌های بازیکن ممکن است بر وضعیت کشور در سه آمار اصلی تأثیر بگذارد: آزادی سیاسی، حقوق مدنی و اقتصاد. بر اساس آمارهای اصلی کشور، کشور به یکی از ۲۷ نوع حکومت اختصاص دارد.
بازیکنان همچنین می‌توانند انتخاب کنند که به مجمع جهانی بپیوندند، یک نهاد داوطلبانه که با پیش نویس و تصویب قوانین بین‌المللی مرتبط است. دو اتاق کاملاً مجزا دارد: مجمع عمومی و شورای امنیت. در حالی که مجمع عمومی به تصویب قوانین در مورد موضوعات مختلف می‌پردازد، شورای امنیت ملل و مناطق مختلف را برای اعمال خوب یا بد به رسمیت می‌شناسد. بازیکنان همچنین می‌توانند به مناطق مختلفی اختصاص داده شوند که عملکرد مشابهی با اتاق گفتگو دارند.

## ایده بازی
مکس بری در مصاحبه‌ای گفت که ایده بازی با پرسشنامه‌ای شروع شد: «نیشن ستیتس تحت تأثیر یک مسابقه کوچک سیاسی که من یک بار انجام دادم، که در آن شما به یکسری سؤالات چند گزینه‌ای پاسخ می‌دهید و سیاست‌هایتان را طبقه‌بندی می‌کنید، تأثیر گرفته‌است. . . . جالب بود، اما من همچنین می‌خواستم ببینم سیاست‌های من چه نوع کشوری ایجاد کرده‌است و باید با عواقب آن مقابله کنم.»

## بازتاب
Jay Is Games بازی را ستایش کرد و گفت: «زیبایی واقعی در این بازی این است که در سطوح مختلف قابل دسترسی است.» در کتاب The Video Game Theory Reader 2، لارس کنزاک نقد کرد که این بازی آزادی‌خواهی را ترویج می‌کند، اما می‌گوید: «به جای اینکه صرفاً تبلیغات سیاسی باشد، برای آزمایش و تأمل در مورد سیاست باز است. این به یک بازی فلسفی تبدیل می‌شود که در آن از بازیکن دعوت می‌شود تا بخشی از بررسی ایده‌های سیاسی شود. این بازی از پتانسیل موجود در بازی‌ها بهره می‌برد تا واقعاً بازیکن را تحت کنترل خود درآورد و به او اجازه می‌دهد تا در مورد تصمیم‌های خود تأمل کند و تئوری سیاسی را که به زیبایی‌شناسی بازی معنادار تبدیل شده‌است، بررسی کند.» در کتاب سال ۲۰۰۸، هنر و علم طراحی رابط و تعامل، جلد ۱، سی. پل گفت نیشن ستیتس «یک برداشت جالب از تأثیر متقابل آزادی و کنترل (و حکومت بدون دولت) است».

### محبوبیت
این بازی در عرض دو هفته هزار بازیکن را جذب کرد و تا پایان سال اول ۲۰۷۰۰ بازیکن داشت. بری از محبوبیت بازی شگفت زده شد و دید که تالارهای گفتگوی آن به عرصه ای برای بحث‌های سیاسی تبدیل شده‌است. او تحت تأثیر برخی از فعالیت‌ها در انجمن‌ها قرار گرفت و گفت که چگونه «یک کشور دیگری را به انجام آزمایش‌های موشکی مخفی متهم کرد و عکس‌هایی را برای اثبات آن منتشر کرد. این به یک بحران بین‌المللی تبدیل شد که تنها با اعزام تیم‌هایی از بازرسان مستقل سلاح حل شد.»

### نامه توقف و انصراف
در ۲۱ ژانویه ۲۰۰۸، مکس بری نامه توقف و انصراف ای از سازمان ملل به دلیل استفاده غیرمجاز از نام و نشان آن برای سازمان خیالی بازی دریافت کرد. در نتیجه، بری نام سازمان را به «مجمع جهانی» تغییر داد.

### تالار گفتگو
نیشن ستیتس یک تالار گفتگو بزرگ و فعال دارد. این هیئت از سال ۲۰۰۴ تا ۲۰۰۹ توسط Jolt میزبانی می‌شد، قبل از اینکه Jolt توسط Holdings OMAC خریداری شود. دسته‌بندی‌های مختلفی وجود دارد که در آنها موضوعات زیادی می‌توان یافت. تا نوامبر ۲۰۲۰، تقریباً ۳۱ میلیون پست در حدود ۴۰۰۰۰۰ موضوع ارسال شده‌است و بیش از ۱٫۴۱ میلیون کاربر ثبت شده‌است.